# Фома I Комнин Дука
Фома I Комнин Дука (греч. Θωμάς Α΄ Κομνηνός Δούκας,) (1285—1318) — деспот Эпира с 1297 по 1318 годы.

## Происхождение
Родителями Фомы были Никифор I Комнин Дука и Анна Кантакузина — племянница византийского императора Михаила VIII Палеолога. Двоюродный брат его матери — Андроник II даровал Фоме титул деспота в 1290 году.

## Обретение власти

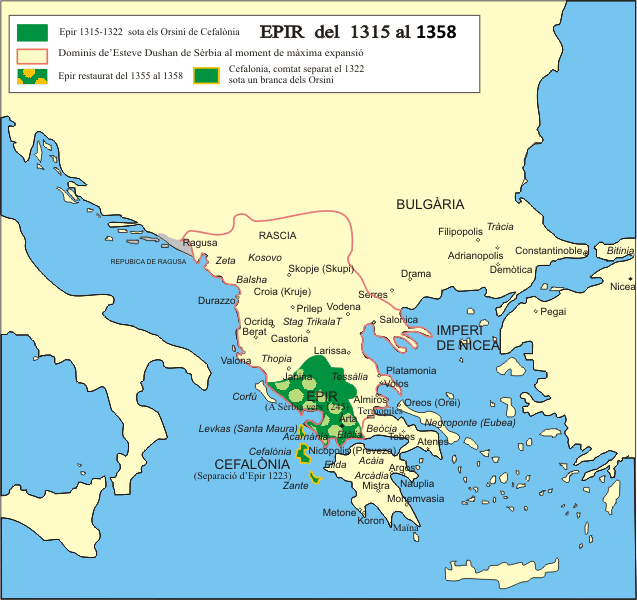
Эпирское царство с 1315 по 1358

В 1290 году Никифор решил, что престол займёт его дочь Тамара, в 1294 году ставшая супругой Филиппа Тарентского (сына союзника Эпира — короля Неаполя Карла II). Когда Никифор I умер, его жена Анна стала править страной от имени их сына.
Карл II потребовал передать власть своему сыну и его жене, на что Кантакузина заявила о нарушении соглашения, так как Тамара была вынуждена отказаться от православной веры. Для безопасности Эпира был заключён брак между Фомой и Анной Палеолог (внучкой Андроника II). Подготовка к свадьбе проходила с 1307 по 1313 годы.
В Эпир были посланы неаполитанские войска, но Фома смог отбить их нападение. В 1304 и 1305 годах были отвоёваны Бутринт и Навпакт. Новое итальянское вторжение состоялось в 1307 году, и военные действия завершились мирным договором. Согласно документу, Филиппу возвращались многие крепости, захваченные эпиротами.
Эпирский деспотат оставался союзником византийцев вплоть до 1315 года. Тогда ромеи напали на город Арта, в ответ на что Фома арестовал свою жену и начал переговоры с Филиппом. Но деспот Эпира не успел завершить это дело, так как был убит в 1318 году собственным племянником — графом Кефалинии и Закинфы Николаем Орсини.